# Bisdom Livramento de Nossa Senhora
Het bisdom Livramento de Nossa Senhora (Latijn: Dioecesis Liberationis Marianae) is een rooms-katholiek bisdom met als zetel Livramento de Nossa Senhora, in Brazilië. Het bisdom is suffragaan aan het aartsbisdom Vitória da Conquista.

## Geschiedenis
Het bisdom werd opgericht op 27 februari 1967, uit delen van het bisdom Caetité, en was suffragaan aan het aartsbisdom Sao Salvador da Bahia. Op 16 januari 2002 wisselde het van kerkprovincie en werd suffragaan aan het nieuw verheven aartsbisdom Vitória da Conquista. 

## Parochies
Het bisdom had in 2021 een oppervlakte van 23.836 km2 en telde 311.000 inwoners waarvan 82,5% rooms-katholiek was.

## Bisschoppen
- Hélio Paschoal (29 maart 1967 - 21 januari 2004)
- Armando Bucciol (21 januari 2004 - 1 februari 2023)
- Vicente de Paula Ferreira (1 februari 2023 - heden)

Vitória da Conquista (aartsbisdom) · Bom Jesus da Lapa · Caetité · Jequié · Livramento de Nossa Senhora